# Gudagoppa, Ramdurg
Gudagoppa là một làng thuộc tehsil Ramdurg, huyện Belgaum, bang Karnataka, Ấn Độ.